# Niarchos bonaldoi
Espèce
Niarchos bonaldoi est une espèce d'araignées aranéomorphes de la famille des Oonopidae.

## Distribution
Cette espèce est endémique de la province de Napo en Équateur,. Elle se rencontre dans le parc national Sumaco-Napo-Galeras entre 1 005 et 1 065 m d'altitude.

## Description
Le mâle holotype mesure 1,32 mm et la femelle 1,32 mm.

## Étymologie
Cette espèce est nommée en l'honneur d'Alexandre Bragio Bonaldo.

## Publication originale
- Platnick & Dupérré, 2010 : The Andean goblin spiders of the new genera Niarchos and Scaphios (Araneae, Oonopidae). Bulletin of the American Museum of Natural History, no 345, p. 1-120 (texte intégral).